# Тойкут
То́йкут — село в Україні, у Ковельській міській громаді Ковельського району Волинської області. Населення становить 507 осіб. Колишнє містечко Несухоїжі — центр однієї з гілок князів Санґушків. Розташоване на берегах річки Турії — правої притоки Прип'яті.

## Історія
У 1906 році містечко Несухоїжі Несухоїзької волості Ковельського повіту Волинської губернії. Відстань від повітового міста 18 верст. Дворів 164, мешканців 1174.
9 травня 2021 року відновлено Церкву Покрови Пресвятої Богородиці Православної церкви України, яка об'єднує громади сел Воля, Заріччя, Лапні та Любче. До 2023 року громада відремонтувала й облаштувала тимчасове приміщення для відправ (колишню церкву) і придбала начиння. У храмі знаходиться ковчежець із частками мощей великомучениці Варвари та святителя Луки Кримського.

## Населення
Згідно з переписом УРСР 1989 року чисельність наявного населення села становила 493 особи, з яких 221 чоловік та 272 жінки.
За переписом населення України 2001 року в селі мешкало 499 осіб.

### Мова
Розподіл населення за рідною мовою за даними перепису 2001 року:
| Мова       | Чисельність | Відсоток |
| ---------- | ----------- | -------- |
| українська | 500         | 98,62%   |
| російська  | 5           | 0,99%    |
| білоруська | 2           | 0,39%    |
| Усього     | 507         | 100%     |